# Самсоновская-Западная (шахта)
Ша́хта «Самсо́новская-За́падная» — угледобывающее предприятие в селе Самсоновка возле города Молодогвардейск, Краснодонского городского совета Луганской области (Украина), входит в ПАО «Краснодонуголь». Официальное название СП Шахто-управление «Самсоновское-Западноe».
Была открыта в 1999 году с проектной мощностью первой очереди 250 тысяч тонн угля в год. Общая проектная мощность шахты составляет 1,5 млн тонн угля в год.
В 2003 году добыто 1044 тысяч тонн угля.
Максимальная глубина 1180 м. (1990—1999). Шахтное поле разделено на 2 блока, вскрыто вертикальными стволами и капитальными квершлагами для отработки запасов на горизонтах 714 м, 956 м и 1180 м. Шахта разрабатывает пласт k2н мощностью 1,25 м, угол падения 0°-14°. Шахта опасна из-за возможности внезапных выбросов угля и газа, взрывов угольной пыли.
Работают две лавы, оснащённые механизированными комплексами КМТ и 2КД-90Т. Подготовительных забоев — 7 (1999).
Количество работающих: 1500 человек, из них под землёй 810 человек.
В 2006 году на «Самсоновской-Западной» было травмировано более 100 горняков.

## Характеристики
Шахта «Самсоновская-Западная» представляет собой сложный производственный комплекс с обширной инфраструктурой и обустроенной шахтной поверхностью.
Шахта внешне выглядит привлекательно. Центральная промплощадка расположена на северном склоне балки Самсоновская. Размещение зданий и сооружений выполнено с максимально целесообразной блокировкой, с учетом строгого зонирования территории. Учитывая, что рельеф местности имеет значительный уклон (5 %), здания и сооружения размещаются соответственно зонам на трех террасах. Территория озеленена, повсюду устроены газоны и цветники, высажены деревья и кустарники. Все это придало внешнему облику шахты архитектурную выразительность.
Являясь мощным высокоэффективным угледобывающим предприятием, она после освоения проектной мощности сможет добывать 1,5 млн тонн конкурентоспособного коксующего угля. Шахтное поле, раскинувшись на 13 км по простиранию и от 3 до 6 по падению, вмещает в себя 164,3 млн тонн угля. По зольности и содержанию серы это высококачественный уголь марки «ж». Промышленные запасы угля по шахте — 133,1 млн тонн. Так что шахта, выйдя на проектную мощность, при благоприятных условиях могла бы работать 90 лет.
При строительстве шахты была применена прогрессивная блоковая схема вскрытия и подготовки шахтного поля двумя самостоятельными стволами с увеличенными блоками по простиранию до 4—5 км и по падению до 2 км, что обеспечивает стабильность работы шахты в течение 15—20 лет без существенных объёмов капитальных горнопроходческих работ.
Сочетание этих технических решений позволило достичь в блоке компактного расположения горных выработок и получить предельно прямолинейную геометрию для всей модели подземной части, максимальную блокировку промышленных объектов главных стволов и административно-бытового комбината, что свело к минимуму работы по прокладке различных коммуникаций.
Блочная обработка угольных запасов позволяет организовать добычу угля в каждом блоке с поэтапным вводом их в эксплуатацию. Первым введен в работу центральный блок с промышленными запасами угля 84,1 млн тонн. В перспективе отработка западного блока.
Технология выемочных работ бесцеликовая, с повторным использованием выемочных штреков, с охраной их железобетонными тумбами.
Очистные работы полностью механизированы. 1-я и 2-я восточные лавы пласта были оснащены комплексами II поколения 1КМТ с комбайнами 1к101у, в остальных лавах используются комплексы III поколения 2КД-90т с комбайнами 1к-101у и УКД-300. Нагрузка на лаву здесь достигает 2000 тонн в сутки.
Для проведения подготовительных выработок применяем проходческие комбайны 1П-110 и КСП-32 Ясиноватского машиностроительного завода. В будущем, при подготовке новых лав уклонного поля, собираемся использовать новый комбайн КПУ.
Транспортировка угля по горным выработкам полностью конвейеризирована. Реализованы и другие прогрессивные решения: по креплению и упрочнению горных выработок, использованию комплексных РУ типа КРУВ-6УХЛ5, дегазации вакуум-насосами ВВН-2-50м.
Передовая технология и комплексная механизация очистных работ, высокая квалификация горнорабочих и инженерно-технических работников позволили уже через два месяца после ввода первой лавы в строй действующих освоить проектную мощность — 250 тыс. тонн в год с суточной добычей 800 тонн угля и вскоре перекрыть эту мощность в полтора раза. В 2000 году добыча угля составила 603,3 тыс. тонн. В 2001 и 2002 годах шахта, работая уже двумя лавами с введенными мощностями 500 тыс. тонн в год, вышла в 2001 году на уровень 940,1 тыс. тонн и в 2002 году на миллионный рубеж. Проектная мощность 1 пускового комплекса 750 тыс. тонн тремя лавами перекрыта, суточная нагрузка на лаву достигнута 1445 тонн, что в 1,8 раза больше проектной. Безусловно, на этом этапе положительно сказался и тот факт, что вся технологическая цепочка транспортировки и выдачи угля на поверхность и сам поверхностный техкомплекс предназначались для переработки 1,5 млн тонн угля, и резерв мощностей здесь, конечно, был.

## Адрес
94415, г. Молодогвардейск, Луганская область, Украина.